# Mikel Santiago
Mikel Santiago Garaikoetxea (Portugalete, 8 de septiembre de 1975) es un escritor español de thriller, novela negra y fantasía.

## Biografía
Nació en Portugalete en 1975. Estudió en Asti-Leku Ikastola, centro educativo privado-concertado. Posteriormente se licenció en Sociología en la Universidad de Deusto.
Vivió en Irlanda y Países Bajos durante una década y ahora reside en Bilbao. Ha combinado su actividad como escritor con una banda de rock y el mundo del software.
Comenzó en la literatura publicando relatos y cuentos en internet. Llegó a autoeditar cuatro libros, Historia de un crimen perfecto (2010), La isla de los cien ojos (2010), El perro negro (2012) y Noche de Almas y otros relatos de terror (2013), mediante una plataforma para escritores independientes que permite distribuir en librerías como Barnes & Noble e iBooks, y tres de sus libros estuvieron en la lista de los 10 más vendidos en Estados Unidos.
En 2014 publicó su primera novela editada por Ediciones B, La última noche en Tremore Beach, de la que se han vendido más de 40.000 copias y que ha sido traducida a casi una veintena de idiomas. En 2023, Netflix anunció la producción de una serie basada en la nmisma, a cargo del director y guionista Oriol Paulo. Con El mentiroso (2020) comenzó una serie de novelas ambientadas en Illumbe, un pueblo imaginario de El País Vasco, en el que también transcurren En plena noche (2021) y Entre los muertos (2022) y de la que ya se han vendido más de 300.000 ejemplares.
Actualmente vive en Bilbao, junto a su mujer y sus tres hijas.

## Obra
Novelas
- La última noche en Tremore Beach (2014), Ediciones B
- El mal camino (2015), Ediciones B
- El extraño verano de Tom Harvey (2017), Ediciones B
- La isla de las últimas voces (2018), Ediciones B
- El hijo olvidado (2024), Ediciones B
- Cuando llega la noche (2024), Ediciones B

Serie Illumbe
- El mentiroso (2020), Ediciones B.
- En plena noche (2021), Ediciones B.
- Entre los muertos (2022), Ediciones B.

Relatos
- Historia de un crimen perfecto (2010), autoedición.
- La isla de los cien ojos (2010), autoedición.
- El perro negro (2012), autoedición.
- Noche de Almas y otros relatos de terror (2013), autoedición.
- La huella, recopilatorio en papel de relatos (2019), autoedición.
- Tricia (2022), Audiolibro escrito y publicado para Storytel.